# 磷酸钍
磷酸钍是一种无机化合物，化学式为Th3(PO4)4，有放射性。磷酸钍存在无水物和多种水合物，它们都难溶于水。
磷酸钍的碱式盐和酸式盐也是存在的。

## 制备
磷酸钍的水合物可以由可溶性钍化合物和磷酸盐或磷酸氢二钠反应得到。其十四水合物可以通过Th(NO3)4和88% H3PO4在甲醇中反应，沉淀得到。[注]
无水物由水合物加热至850℃脱水得到；或者由ThF4或ThO2和BPO4反应得到：
3 ThF4 + 4 BPO4 —1080℃→ Th3(PO4)4 + 4 BF3
3 ThO2 + 4 BPO4 —1000℃→ Th3(PO4)4 + 2 B2O3

## 结构
Th3(PO4)4晶体属单斜晶系，晶胞结构为a=10.55, b=10.66, c=8.80A, β=106°41′。